# Bisaga (Murter)
Koordinati:   43°46′43″N, 15°40′34″E
Bisaga je majhen nenaseljen otoček v Jadranskem morju, ki pripada Hrvaški.
Bisaga leži v Murterskem kanalu, okoli 1,2 km jugovzhodno od otočka Borovnik. Njegova površina meri 0,087 km². Dolžina obalnega pasu je 1,62 km. Najvišji vrh otočka je visok 22 mnm.